# Schweizer Paraplegiker-Stiftung
Die Schweizer Paraplegiker-Stiftung  (SPS) wurde 1975 von Guido A. Zäch gegründet. Die Schweizer Paraplegiker-Gruppe mit Sitz in Nottwil (LU) umfasst ein Leistungsnetz für Querschnittgelähmte. 2 Mio. Personen sind Mitglieder der Gönner-Vereinigung der Stiftung. Die Stiftung hat mit ihren Tochter- und Partnergesellschaften rund 2000 Mitarbeitende.

## Aufgaben
Die Schweizer Paraplegiker-Stiftung (SPS) in Nottwil LU gehört zu den grössten Solidarwerken des Landes. Sie bildet das Dach der Schweizer Paraplegiker-Gruppe, die ein integrales Leistungsnetz zur ganzheitlichen Rehabilitation von Querschnittgelähmten umfasst. Die Schweizer Paraplegiker-Stiftung unterstützt Einrichtungen wie das Schweizer Paraplegiker-Zentrum, die Schweizer Paraplegiker-Forschung, das Schweizer Institut für Rettungsmedizin (SIRMED), Orthotec und ParaHelp. Die Stiftung fördert die Interessen der Schweizer Paraplegiker-Vereinigung, dem Dachverband der 27 regionalen Rollstuhlclubs der Schweiz. Die Stiftung leistet Direkthilfe-Beiträge an den Umbau von Fahrzeugen, hindernisfreien Wohnraum und Arbeitsplätzen, an Aus- und Weiterbildung, Hilfsmittel, und übernimmt ungedeckte Spital- und Pflegekosten, die sich auf Behandlungen im Schweizer Paraplegiker-Zentrum beziehen. Die Stiftung unterstützt Institutionen, die sich für die Belange von Menschen mit Querschnittlähmung einsetzen. Mitglieder der Gönner-Vereinigung der Schweizer Paraplegiker-Stiftung erhalten im Falle einer unfallbedingten Querschnittlähmung mit permanenter Rollstuhlabhängigkeit eine Gönner-Unterstützung.

## Geschichte
Guido A. Zächs Vision der ganzheitlichen Rehabilitation von Para- und Tetraplegikern bildet die Basis für die Tätigkeiten der Schweizer Paraplegiker-Stiftung und ihrer Tochtergesellschaften und Partnerorganisationen:
- Schweizer Paraplegiker-Stiftung (SPS), gegründet 1975.
- Gönner-Vereinigung der Schweizer Paraplegiker-Stiftung (GöV), gegründet 1978.
- Schweizer Paraplegiker-Vereinigung (SPV), gegründet 1980.
- Schweizer Paraplegiker-Zentrum (SPZ), eröffnet 1990.
- Orthotec, gegründet 1994.
- Schweizer Paraplegiker-Forschung (SPF), gegründet 2000.
- Schweizer Institut für Rettungsmedizin (SIRMED), gegründet 2002.
- ParaHelp, gegründet 2003.
- Guido A. Zäch Institut (GZI), eröffnet 2005.
- Hotel Sempachersee, Erwerb 2012
- Active Communication (AC), seit 2018 (gegründet 1999)
- Innovationszentrum für assistive Technologien (IAT), seit 2018

## Schweizer Paraplegiker-Gruppe
Die Schweizer Paraplegiker-Gruppe (SPG) umfasst ein Leistungsnetz für die ganzheitliche Rehabilitation von Menschen mit Querschnittlähmung. Die Verknüpfung lückenloser Dienstleistungen von der Unfallstelle über die medizinische Versorgung, Rehabilitation bis zur lebenslangen Begleitung und Beratung ist beispiellos. Die Schweizer Paraplegiker-Stiftung (SPS) als Dach der Gruppe hat sieben Gruppengesellschaften: das Schweizer Paraplegiker-Zentrum als Spezialklinik, die Schweizer Paraplegiker-Forschung, das Schweizer Institut für Rettungsmedizin (SIRMED), das Hotel Sempachersee, die ParaHelp mit ihrem Beratungsdienst für Betroffene und Angehörige, die Active Communication in Steinhausen ZG als Spezialistin für assistive Technologien sowie die Orthotec, die in den Bereichen Fahrzeugumbau, Rehatechnik, Orthopädietechnik, Kontinenz- und Alltagshilfen sowie Rollstuhlsport tätig ist. Die SPS hat zudem zwei Partnerorganisationen: die Gönner-Vereinigung mit ihren 2 Millionen Mitgliedern sowie die Schweizer Paraplegiker-Vereinigung, der nationale Dachverband der Querschnittgelähmten.

## Präsidium des Stiftungsrates
Der Stiftungsrat ist das oberste Organ der Schweizer Paraplegiker-Stiftung und besteht aus zehn Mitgliedern.
Aktuelle und vergangene Stiftungspräsidenten:
- 1975–2007: Guido A. Zäch (seit 2007 Ehrenpräsident)
- 2007–2009: Bruno Frick
- 2009–2020: Daniel Joggi
- seit 2020: Heidi Hanselmann

## Publikationen
Das Magazin paraplegie der Gönnervereinigung erscheint viermal jährlich mit einer Auflage von ca. 1 Mio. Exemplaren.